# Calleville

Calleville este o comună în departamentul Eure, Franța. În 1 ianuarie 2022 avea o populație de 661 de locuitori.